# Piz Fliana
Der Piz Fliana ([ˌpitsfliˈɪ̯anɐ]ⓘ) ist ein 3281 m ü. M. hoher Berg in der südlichen Silvretta, einem Gebirge der zentralen Ostalpen. «Piz» ist rätoromanisch und bedeutet «Spitze». Der Piz sendet nach Nordosten, Osten und Süden ausgeprägte Grate, über die auch die Anstiegsrouten verlaufen. Im 19. Jahrhundert war der Gipfel noch völlig von Eis und Firn umgeben, seit der verstärkten Globalen Erwärmung seit Beginn der Industrialisierung, sind jedoch die meisten Firnflächen in dem Bereich stark zurückgegangen, sodass der Nordgrat nur noch aus brüchigem Fels und Schutt besteht.
Zuerst bestiegen wurde der Piz Fliana am 12. Juli 1869 von J. Oberholzer und C. Bruppacher, geführt von einem Lehrer Schlegel aus Klosters über die Nordostseite. Auch heute noch wird der Piz Fliana über diese Route am leichtesten bestiegen. Als Stützpunkt dient die auf 2250 Metern Höhe liegende Tuoihütte. Auch für frühjährliche Skitouren ist der Berg ein geeignetes Ziel.

## Lage und Umgebung

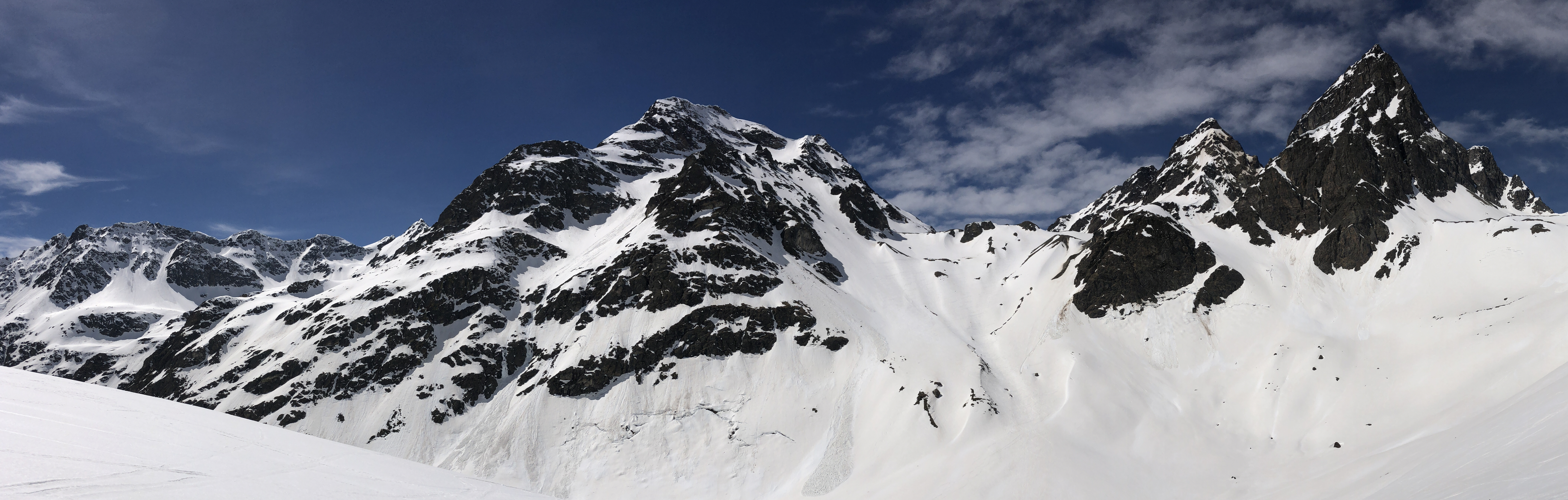
Piz Champatsch, Piz d' Anschatscha, Piz Fliana (mittig), Cronsel, Kleiner Piz Buin und Großer Piz Buin (von links nach rechts)

Der Berg liegt im südlichen Teil der Silvretta, zwischen dem Val Tuoi im Osten und dem Val Lavinuoz im Westen und Süden. Bedeutende Gletscher gibt es nur noch im Norden, mit dem Plan Rai, der sich bis zu einer Höhe von 3150 Metern erstreckt und im Nordwesten mit dem Vadret Tiatscha(La Cudera). Die für eine Besteigung des Berges wichtigen Firnfelder im Südosten und Westen, sind im Hochsommer kaum mehr vorhanden. Bedeutender benachbarter Berg ist im Nordnordosten der 3312 Meter hohe Piz Buin. Im Nordnordwesten liegt der Gletschersattel Plan da Mezdí (Mittagsplatte, auf 2875 Metern Höhe), ein für Bergsteiger bedeutender Übergang. Unmittelbar im Südwesten, im Verlauf des Grats, liegt der Piz Tiatscha, 3050 Meter hoch. Im Westen steht hinter dem im oberen Teil La Cudera und im unteren Teil Vadret Tiatscha genannten Gletscher das 3298 Meter hohe Verstanclahorn. Südlich, getrennt durch den Firnsattel Fuorcla d' Anschatscha, auf 2847 Meter Höhe gelegen, erhebt sich ein 2983 m hoher, unbenannter Berg, dem der Piz d' Anschatscha mit 2976 Metern in Richtung Val Lavinuoz vorgelagert ist, dahinter folgt der Piz Champatsch. Der bedeutendste Ort ist Guarda im Unterengadin, das etwa sieben Kilometer Luftlinie südlich liegt und als Ausgangspunkt für die Erschliessung dient.

## Touristische Erschliessung
Auf den Gipfel des Piz Fliana führen mehrere Routen. Der Weg der Erstbesteiger von 1869 führte direkt vom östlich gelegenen Tuoital über die Nordostflanke zum Gipfel. Der heute begangene Normalweg (leichtester Anstieg) ist laut Literatur der Weg über die Nordwestflanke und den Westgrat. Als Stützpunkt dient die östlich gelegene Tuoihütte. Von dort aus führt der Weg zunächst in westlicher Richtung hinauf zum Firnfeld Plan Rai, weiter hinauf zur Mittagsplatte, dann in südlicher Richtung zum Westgrat. Die Schwierigkeit liegt zwischen UIAA I und II. Auch von Süden, vom Firnsattel Fuorcla d'Anschatscha aus, ist der Piz ebenfalls leicht zu erreichen.
Zu beachten ist, dass die Gemeinde Scuol im Dezember 2022 die Tuoihütte behördlich bis auf Weiteres geschlossen hat aufgrund erheblicher Felssturzgefahr im Bereich Piz Buin Pitschen (Kleiner Piz Buin) hinab über Cronsel bis zur Hütte. Behörden und alpine Vereine empfehlen entsprechend, diesen Bereich aus Sicherheitsgründen nicht mehr zu betreten. Der Anrissbereich der instabilen Felsmasse liegt wenig unterhalb des Gipfel der Kleinen Piz Buins, wobei zwei verschiedene Problemzonen durch Messungen über Hangbewegungen festgestellt wurden – das Areal ist schon seit mehreren Jahren unter geologischer Beobachtung und das Abgleiten hat sich 2022 deutlich verstärkt mit einer Geschwindigkeit von einem bis eineinhalb Metern pro Jahr. Die Winterroute vom Talkassel mit der Tuoihütte über Cronsel hinauf zum Firnfeld Plan Rai sollte folglich nicht mehr begangen werden, die alpine Sommerroute wurde südlich umverlegt. Ein Felssturz mit rund hunderttausend Kubikmeter Materialausbruch wird bis 2028 als wahrscheinlich von den Experten des Amtes für Naturgefahren des Kanton Graubünden und dem Institut für Schnee- und Lawinenforschung in Davos (SLF) eingestuft, wobei die Gefahr im Winter als erhöht angesehen wird wegen des Eintrags von Schnee und Wasser. Seit Juni 2023 ist die Hütte wieder zu den üblichen Öffnungszeiten in Betrieb nachdem die Behörden die Gefahrensituation neu beurteilt haben. Amtliche Warnschilder am Rande der Gefahrezone weißen weiterhin auf die Risiken hin.